# Асимметричная война
Асимметричная война — война между противниками, в военных силах которых имеется существенный дисбаланс (асимметрия) либо которые применяют кардинально различные стратегии и тактику.
Чтобы компенсировать дисбаланс традиционных средств ведения боя, более слабая сторона асимметричной войны обращается к нетрадиционным средствам:
- партизанская война;
- пассивное сопротивление;
- террористические акты, диверсии;
- психологическая война;
- поддержка антиправительственных группировок;
- поддержка антиправительственных движений (партий);
- и так далее.

## История термина
Термин «асимметричный конфликт» был введен в 1975 году ученым-международником Эндрю Макком (англ. Andrew J. R. Mack), известным по статье «Почему великие державы проигрывают маленькие войны: политика асимметричного конфликта». Автор рассуждал о причинах парадоксального поражения крупных держав и отмечал следующие факторы:
- потеря политической воли к продолжению войны;
- комплекс асимметричных отношений между противниками, определяемых, в частности, логикой тотальной войны для слабой стороны и ограниченной войны для сильной стороны;
- применение асимметричных стратегий борьбы (партизанская война);
- влияние невоенных факторов (внутриполитические, социальные, международные).

Таким образом, следуя логике Эндрю Макка, суть асимметричного конфликта можно определить так: «политическое поражение великой державы в войне против заведомо более слабого противника, когда превосходство в военной силе не гарантирует победу и при определённых условиях может быть даже контрпродуктивным».

## Выражение асимметрии
Ещё в 2000 г. министр обороны США Уильям Коэн отметил существование «парадокса супердержавы», что означает, что ни одна страна не может непосредственно бросить вызов США, однако может представлять косвенную угрозу посредством асимметричных конфликтов, например угрозой применения биологического, химического или ядерного оружия. В данном случае под асимметричным конфликтом подразумевается ситуация, когда слабый игрок угрожает применением оружия массового уничтожения (ОМУ) против гражданского населения другой страны. Так, после событий 9/11 в США в отношении международного терроризма, а также в случае опасности получения доступа к ОМУ террористами применяется термин «асимметричные угрозы».
Другим примером выражения асимметрии может послужить Иракская война (2003). Коалиция западных стран не смогла завершить войну в соответствии с изначальными планами, и военные действия перешли в партизанскую войну. Силовые возможности противников были несоизмеримы, обнаруживается явная диспропорция их статусов и тактики военных действий. Партизанские войны в условиях оккупации или колониального правления, национально-освободительные движения были причислены к разряду асимметричных конфликтов ещё в 1960-е годы.

### Основные черты
1. Непредсказуемость исхода при явной несоразмерности силовых возможностей и статусов противоборствующих сторон;
2. Использование слабым участником стратегии поиска «слабостей сильного»;
3. Обращение слабой стороны к запрещенным средствам ведения боевых действий;
4. Тактика «непрямых» военных действий, применяемая слабой стороной;
5. Неспособность сильной стороны отстоять свои позиции и надежно подавить слабого.

Таким образом, асимметрия характеризует парадоксальные конфликтные ситуации, в которых сильный противник не способен защитить себя и добиться победы над слабым. В большинстве подобных конфликтов слабый противник не способен одержать военную победу над сильным. Тем не менее, первому, как правило, удается навязать второму выгодный ему (слабому) тип протекания конфликта. В этом смысле слабый навязывает сильному свою волю и таким образом достигает политической победы, ради которой, собственно, и применяется сила с точки зрения классического определения войны.
Стремление учесть специфику асимметричных конфликтов заключалось, прежде всего, в том, что государства стремились модифицировать стратегию военных действий, учитывая особенности борьбы против относительно слабых противников.
Преобладали следующие тенденции:
1. Разработка сценариев прямых военных столкновений ограниченного масштаба (локальные войны, конфликты низкой интенсивности);
2. Подготовка вооруженных сил к ведению боевых действий небольшими по численности контингентами специально подготовленных войск;
3. Ведение превентивных действий против нерегулярных формирований и использование данных разведки и агентурных сетей;
4. Осуществление мер для обеспечения контакта с местным населением, под лозунгами защиты которого выступает более слабый противник, а также оказание военной и материальной поддержки группам своих сторонников в местном обществе;
5. Ограничение масштаба боевых операций и переход к невоенным способам оказания давления на слабого противника.[3]

## Критика термина
Американские аналитики говорят о необходимости расширения значения термина «асимметрия» и выделения различий в ценностях, организации и целях, а не только в методах и технологиях.
Зачастую наряду с термином «асимметричный конфликт» употребляется термин «асимметричная война», однако использование терминов «конфликт» и «война» как синонимов является неправомерным. Второй термин более узкий, конфликт не всегда перетекает в войну.
Кроме того, многие исследователи, которые занимаются проблемами асимметричных конфликтов, уверены, что его субъектами являются государства, с одной стороны, и негосударственные акторы — с другой. То есть, по их мнению, межгосударственный конфликт не может быть асимметричным, таким образом, войны (или конфликты) между сильными и слабыми государствами являются симметричными, то есть традиционными.

## Примеры
По ряду мнений примерами асимметричных войн могут служить:
- Война Алой и Белой Розы.
- Столетняя война (периоды с 1360 по 1369 гг.., 1396—1415 гг.. и с 1422 по 1429 гг..).
- Конкиста
- Пиренейские войны начала XIX века, когда испанская сторона без армии и правительства благополучно нейтрализовала непобедимую военную машину Наполеоновской империи.
- Кавказская война
- Революционный терроризм в Российской империи[5]
- Иранско-курдский конфликт
- Турецко-курдский конфликт
- Народно-освободительная война Югославии
- Война за независимость Алжира[6]
- Война во Вьетнаме[6]
- Афганская война (1979—1989)[7] — по другим данным, афганцы перешли к асимметричной войне в 1982 году[8]
- Первая чеченская война[7] — по другим данным, не относится к асимметричным войнам[8]
- Вторая чеченская война[7] — по другим данным, боевики перешли к асимметричной войне в 2006 году[8]
- Война в Афганистане (2001—2021)[6][8]
- Иракская война[6][7][8]
- Вторая ливанская война[7][9]
- Исламистский терроризм на Северном Кавказе[8]
- Операция «Литой свинец»[9]
- Иракско-курдский конфликт